# Territorio di Bergamo

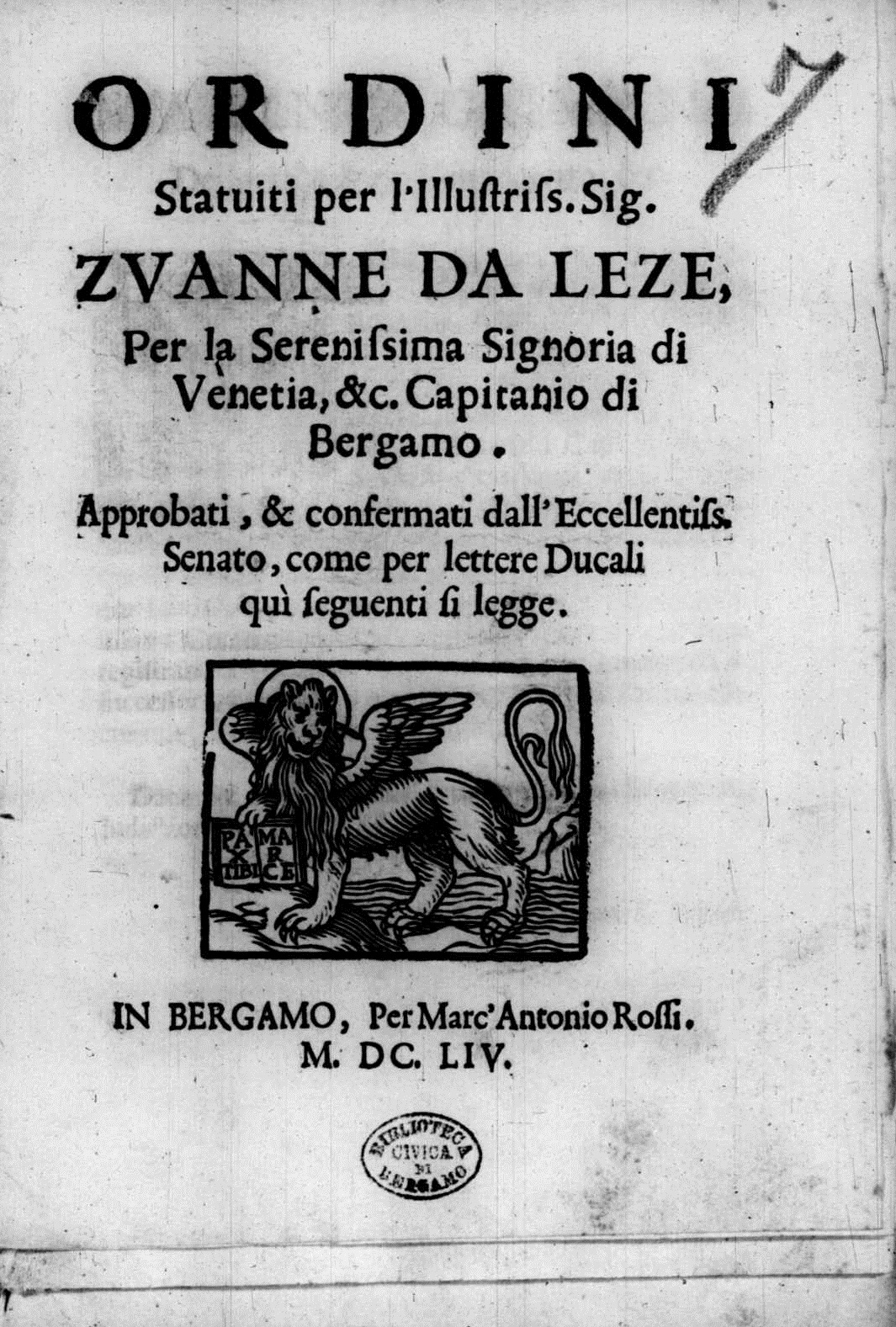
Giovanni Da Lezze, Ordini statuiti per il territorio di Bergamo, 1654

Il Territorio di Bergamo era il nome della bergamasca durante il periodo di sottomissione alla Repubblica di Venezia, dal 1428 al 1797.

## Il Territorio
Caratteristica del caso bergamasco, rispetto a quello confinante bresciano, fu l'assenza per lungo tempo di una struttura istituzionale provinciale a causa delle fortissime autonomie locali, in particolare quelle delle vallate, cui Venezia si guardò bene dal mettere a freno, applicando una politica di dividit et imperat. Le uniche autorità comuni rimasero dunque solo quelle politiche inviate dalla capitale lagunare.
Solo nel Seicento, consolidatosi nei secoli il dominio veneto, i reggenti veneziani iniziarono ad emanare disposizioni provinciali nel 1596 e nel 1620, ma fu solo nel 1660 che il capitano Zaccaria Malipiero statuì la creazione di un consiglio di 17 deputati rappresentanti le valli e le quadre del territorio, al fine di decidere sulla distribuzione dei carichi fiscali. Nei decenni successivi il consiglio si diede poi una forma istituzionale creando progressivamente una struttura burocratica.

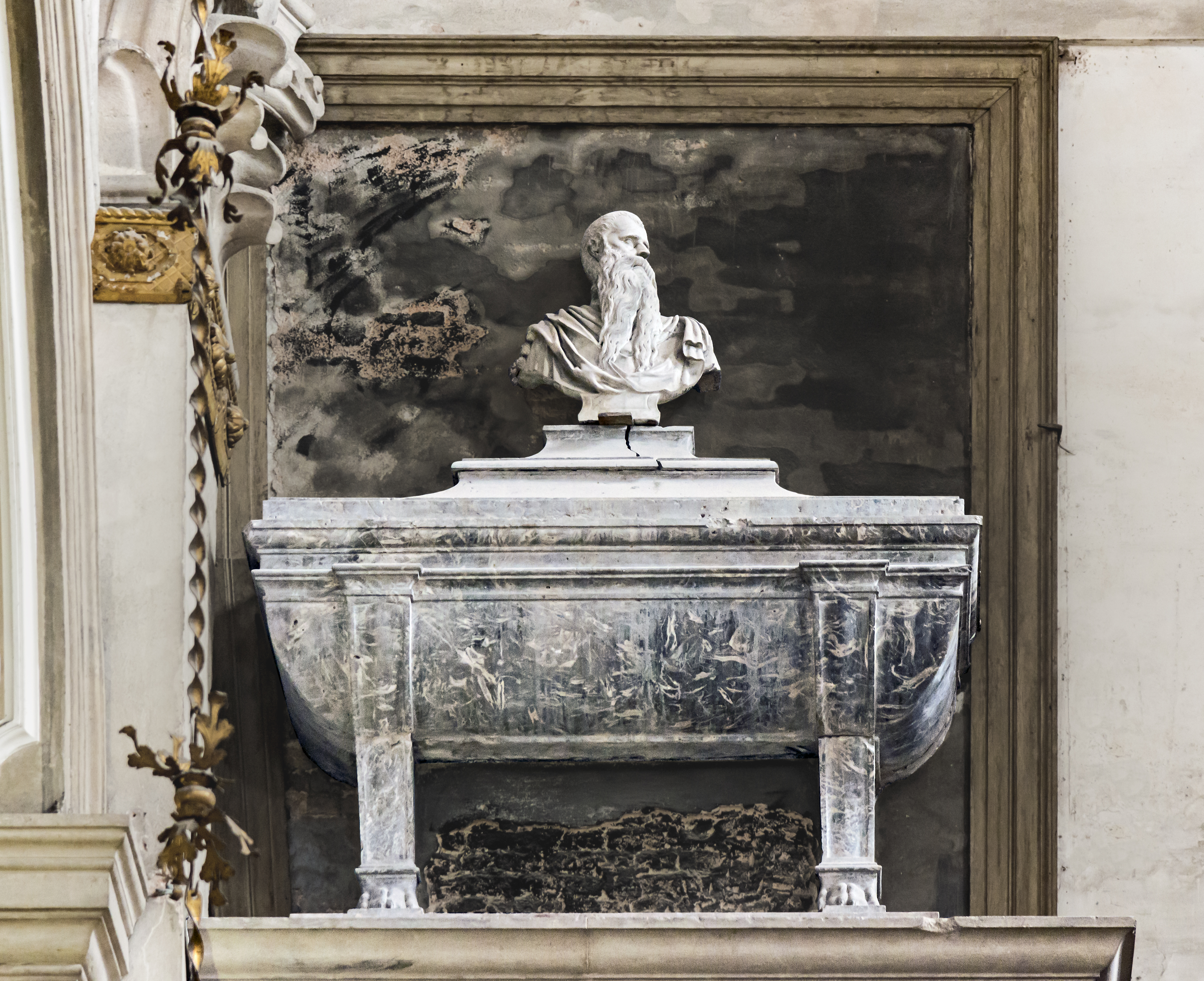
<interno della chiesa dei Gesuiti (Venezi)-Monumento funebre Giovanni Da Lezze- Giulio del Moro

## Le valli
La principale centrale autonomista furono sempre le valli bergamasche, che si videro subito riconoscere privilegi e poteri da Venezia a causa della loro posizione strategica di confine. I privilegi maggiori erano concessi alla Val Brembana e alla Val Seriana. Ogni vallata aveva i propri vicari e tesorieri.

## Il piano
Ben più legato al capoluogo era il piano, che era diviso in quadre rette ciascuna da un sindaco generale eletto dai deputati comunali. Numerosi erano tuttavia i comuni di media grandezza che avevano il diritto di negoziare individualmente col capoluogo.

## Le quadre
Tra le quadre del piano la più ampia era la Quadra di Mezzo che circondava il capoluogo, e come le altre doveva ripartire i carichi fiscali. Fu solo nel Settecento che si attribuirono alle quadre mansioni amministrative come la cura della viabilità.